# Floyd Gottfredson
Arthur Floyd Gottfredson, född 5 maj 1905 i Kaysville, Utah, död 22 juli 1986, var en amerikansk serietecknare som är främst känd för sina tecknade serier om Musse Pigg i dagspressen mellan åren 1930 och 1975. Gottfredson var bland annat den som gjorde Musse till en våghalsig äventyrare och detektiv.

## Biografi
Floyd Arthur Gottfredson föddes 1905 på en järnvägsstation i Kaysville, Utah, men växte upp i staden Sigurd, cirka 300 km söder om Salt Lake City.
En jaktolycka i 11-årsåldern skadade hans arm allvarligt, något som hjälpte honom att ta beslutet att satsa på ett liv som tecknare. Vid 13 års ålder började han korrespondenskursen C.N. Landon's School of Illustrating and Cartooning. Serier som han läste och tyckte om som ung var bland annat Krazy Kat, Barney Google och Jerry on the Job.
1924 gifte han sig med Mattie. Under det sena 1920-talet arbetade Floyd som biomaskinist och annonsproducent åt en liten biografkedja. Han gjorde även skämtteckningar åt The Salt Lake Telegram och The Utah Farmer. 1928 deltog han i en skämtteckningstävling och kom på andra plats. 1929 flyttade familjen till Los Angeles för att Floyd skulle kunna hitta mer jobb på dagstidningar. Strax efter att han flyttat dit såg han en filmaffisch med Musse Pigg och beslöt sig för att söka jobb hos Walt Disney Studios. 

### Musse Pigg
Gottfredson anställdes hos Disney den 19 december 1929 för att vara backup-tecknare till dagsstrippversionen av Musse Pigg som King Features Syndicate just hade kontrakterat med Disney. Han började dock som intervalltecknare (det vill säga en som tecknade bilder mellan "grundposerna") på animationsavdelningen av Disney Studios, men han bidrog endast till ett par scener till kortfilmen Cannibal Capers, innan han tog över tecknandet av Musse Pigg-strippen.
Hans första stripp publicerades 5 maj 1930. Två veckor senare stod Gottfredson även för manuset till strippen. Efter ett par år tog andra över manusskrivandet. Han själv stod dock oftast för intrigerna fram till 1943, då Bill Walsh tog över både manus och intrig. Tuschandet stod bland annat Al Taliaferro, Ted Thwaites, Dick Moores och Bill Wright för fram till 1946, då Gottfredson själv tog över tuschandet.
Gottfredson var även chef för dagspresserieavdelningen på Disney 1930–1946. Han var även ansvarig tecknare och manusförfattare till en söndagsstrippversion av serien mellan 1932 och 1938; denna togs sedan över av Manuel Gonzales.
1955 slutade dagsstrippserien som äventyrsföljetong och blev istället en renodlad skämtserie. Gottfredson pensionerade sig från dagsstrippen den 1 oktober 1975. Hans sista dagsstripp publicerades 15 november och hans sista söndagssida publicerades 19 september 1976.

### Efter Musse Pigg
Tiden efter detta ägnade Gottfredson bland annat åt att göra akvareller på sina gamla serier och planerade en egen äventyrsstripp som skulle ha hetat Mark O'Polo.

## Inspiration och påverkan
Floyd Gottfredsons stil har inspirerat åtskilliga serieskapare över hela världen, bland dem Rune Andréasson.
2006 valdes han in i Will Eisners Comic Book Hall of Fame.